# أنتوني كوبر
كان أنتوني أشلي كوبر، إيرل شافتسبري الثالث، (بالإنجليزية: Anthony Ashley-Cooper, 3rd Earl of Shaftesbury) (26 فبراير 1671 – 16 فبراير 1713) سياسيًا وفيلسوفًا وكاتبًا إنجليزيًا.

## أولى سنوات حياته

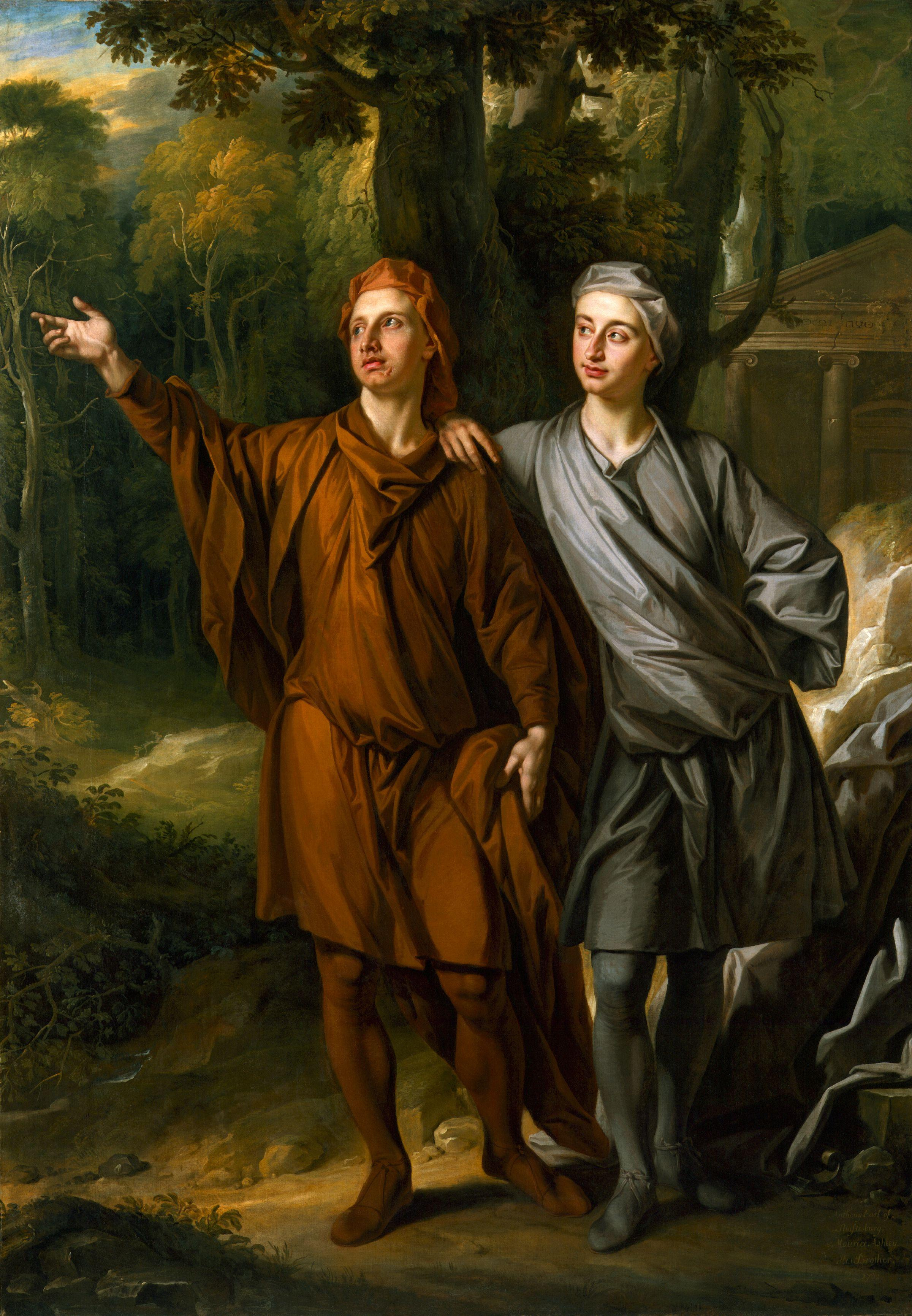
أنتوني أشلي كوبر مع شقيقه موريس في لوحة رسمها الفنان جون كلوسترمان بغرض توضيح المعتقدات الأفلاطونية المحدثة التي تبناها كوبر.

وُلد كوبر في قصر إكسيتر هاوس في شارع ستراند وسط لندن، لإيرل شافتسبري الثاني، أنثوني آشلي كوبر، وزوجته دوروثي مانرز، ابنة إيرل روتلاند الثامن، جون مانرز. تُظهر مجموعة من الرسائل الخاصة بوالديه محاولات دوروثي التلاعب بمشاعر ابنها، كوبر، من خلال الضغط عليه وتهديده بمنعه من رؤيتها مجددًا في حال لم يقطع جميع الصلات التي تربطه بوالده. في سن الثالثة، انتقل أشلي كوبر إلى الوصاية الرسمية لجده، أنتوني أشلي كوبر، إيرل شافتسبري الأول، وكُلف جون لوك، بصفته الراعي الطبي للعائلة، بالإشراف على تعلميه متبعًا مبادئ التعليم التي طرحها الفيلسوف الإنجليزي جون لوك في أطروحته التي حملت عنوان بعض الأفكار عن التعليم (1693)، إضافة إلى تدريسه المحادثة باللغتين اللاتينية واليونانية على يد المعلمة إليزابيث بيرش. أصبح أشلي في سن الحادية عشرة متمكنًا من القراءة باللغتين بسهولة. انتقلت المدرسة إليزابيث بيرش إلى حي كلافام في لندن، واستمر أشلي بحضور دروسها هناك لعدة سنوات.
في عام 1683، وبعد وفاة إيرل الأول، أُرسل اللورد أشلي إلى كلية وينشستر التابعة لإحدى مؤسسات حزب المحافظين، إلا أنه لم يشعر بالراحة هناك بسبب الشهرة التي تمتلكها عائلته داخل حزب الأحرار البريطاني. انسحب كوبر من الكلية في عام 1686، وبدأ بعدها جولة قارية مع صديقين يكبرانه بالسن، البارون الثاني السير جون كروبلي، وتوماس سكلاتر بيكون، وذلك تحت إشراف المدرس الإسكتلندي دانيال دينون.

## تحت حكم ويليام وماري
بعد الثورة المجيدة، عاد اللورد أشلي إلى إنجلترا في عام 1689. واستغرق منه الأمر خمس سنوات لخوض غمار الحياة السياسية مع ترشحه للبرلمان عن منطقة بول، وعاد للترشح مرة أخرى في 21 مايو من عام 1695. نادى كوبر بتطبيق مشروع قانون تنظيم المحاكمات في قضايا خيانة الوطن، واقترح السماح للمتهم بالخيانة بتعيين محامي دفاع.
مع أنه كان يميل لحزب الأحرار البريطاني، لكن كوبر لم يكن حزبيًا. أُجبر على التقاعد من العمل البرلماني بعد حل البرلمان في يوليو من عام 1698، بسبب تراجع وضعه الصحي، إذ كان يعاني من مرض الربو. في العام التالي اشترى كوبر عقارًا في قرية ليتل تشيلسي، بغية الابتعاد عن أجواء مدينة لندن، ووسع البناء ب 50 قدمًا إضافية لاستيعاب غرفة نومه الجديدة ومكتبته ولزراعة الفاكهة والكروم. في عام 1710، باع كوبر العقار لنارسيس لوتريل.
انتقل اللورد أشلي إلى هولندا. وعاد بعد أكثر من عام إلى إنجلترا ليخلف والده في منصب إيرل شافنتسبري. حصل كوبر على نسبة كبيرة من الأصوات في انتخابات مجلس اللورادت1700 – 1701 عن حزب الأحرار البريطاني، وعاد ليحصل على نسبة أعلى في انتخابات عام 1701.

## تحت حكم الملكة آن
بعد أسابيع قليلة من تقلد آن ستيوارت منصب ملكة بريطانيا العظمة، عاد كوبر الذي حُرم من منصب نائب أميرالية مقاطعة دورست، إلى حياته الخاصة. في شهر أغسطس 1703، عاد كوبر ليستقر في هولندا، وعاش في روتردام براتب سنوي لا يتعدى 200 جنيه استرليني (وفقًا لرسالته إلى وكيله المالي، ويلكوك). مع ذلك، كان كوبر يمتلك الكثير من المال الذي وفره طوال حياته، وأنفقه ليعيش بمستوى معيشي مريح إلى حد بعيد.

## روابط خارجية
- أنتوني كوبر على موقع الموسوعة البريطانية (الإنجليزية)